# Stedelijk Gymnasium Haarlem
Het Stedelijk Gymnasium Haarlem is een zelfstandig gymnasium in Haarlem. De school is opgericht in 1389 en daarmee een van de oudste scholen van Nederland. Het Stedelijk Gymnasium Haarlem is midden in de binnenstad gevestigd in twee gebouwen achter het stadhuis van Haarlem. Het hoofdgebouw is gevestigd op Prinsenhof 3, met daar tegenover een dependance aan de Jacobijnestraat 24. Beide gebouwen zijn een rijksmonument. Tussen de gebouwen ligt de Hortus Medicus.
De school telde in het schooljaar 2019-20 862 leerlingen, 72 docenten en 21 onderwijsondersteunende medewerkers. De leerlingen komen uit de hele regio Zuid-Kennemerland, het overgrote deel komt echter uit de gemeentes Haarlem, Bloemendaal en Heemstede.

## Geschiedenis

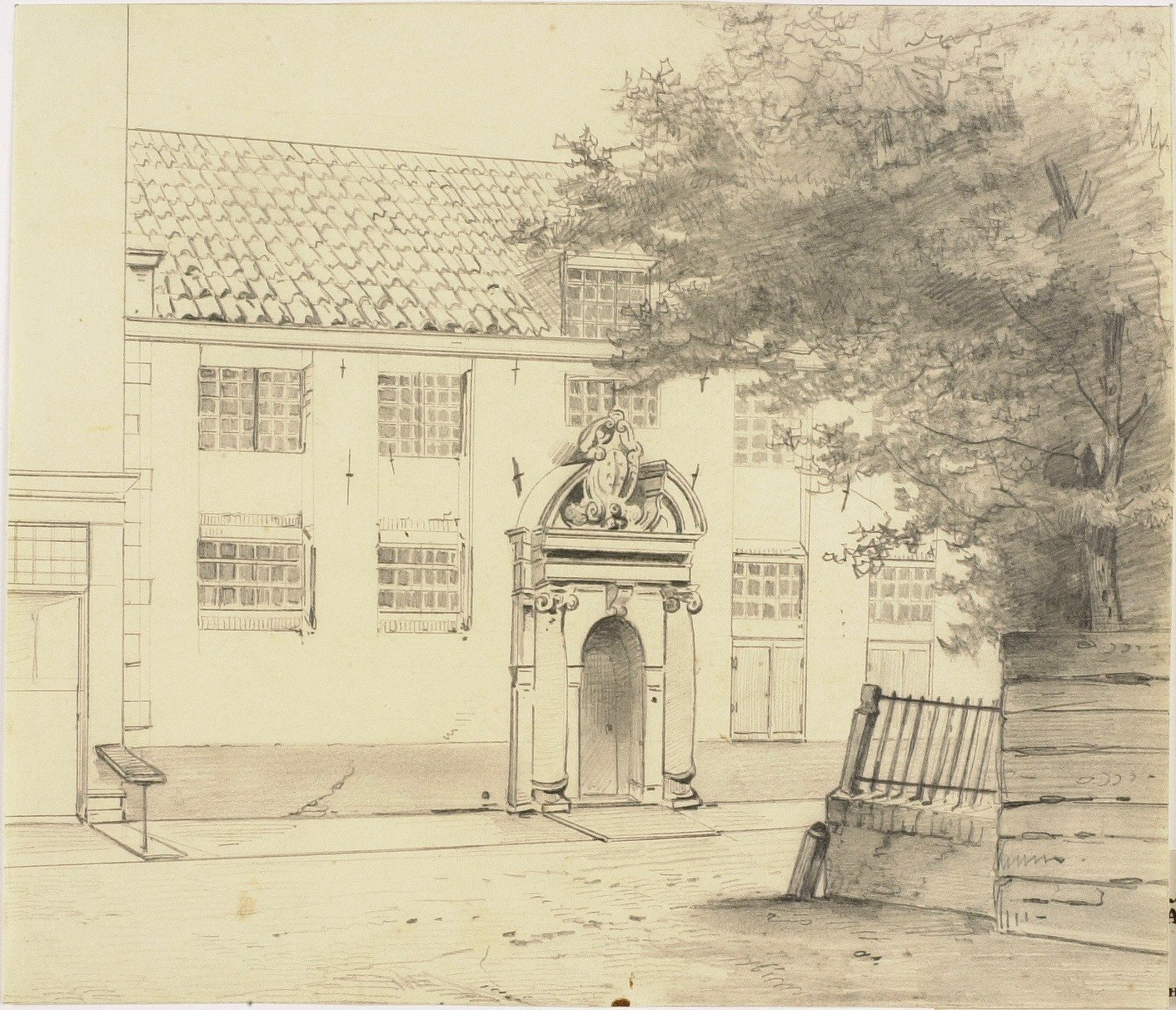
Latijnse School aan de Jacobijnestraat in 1863

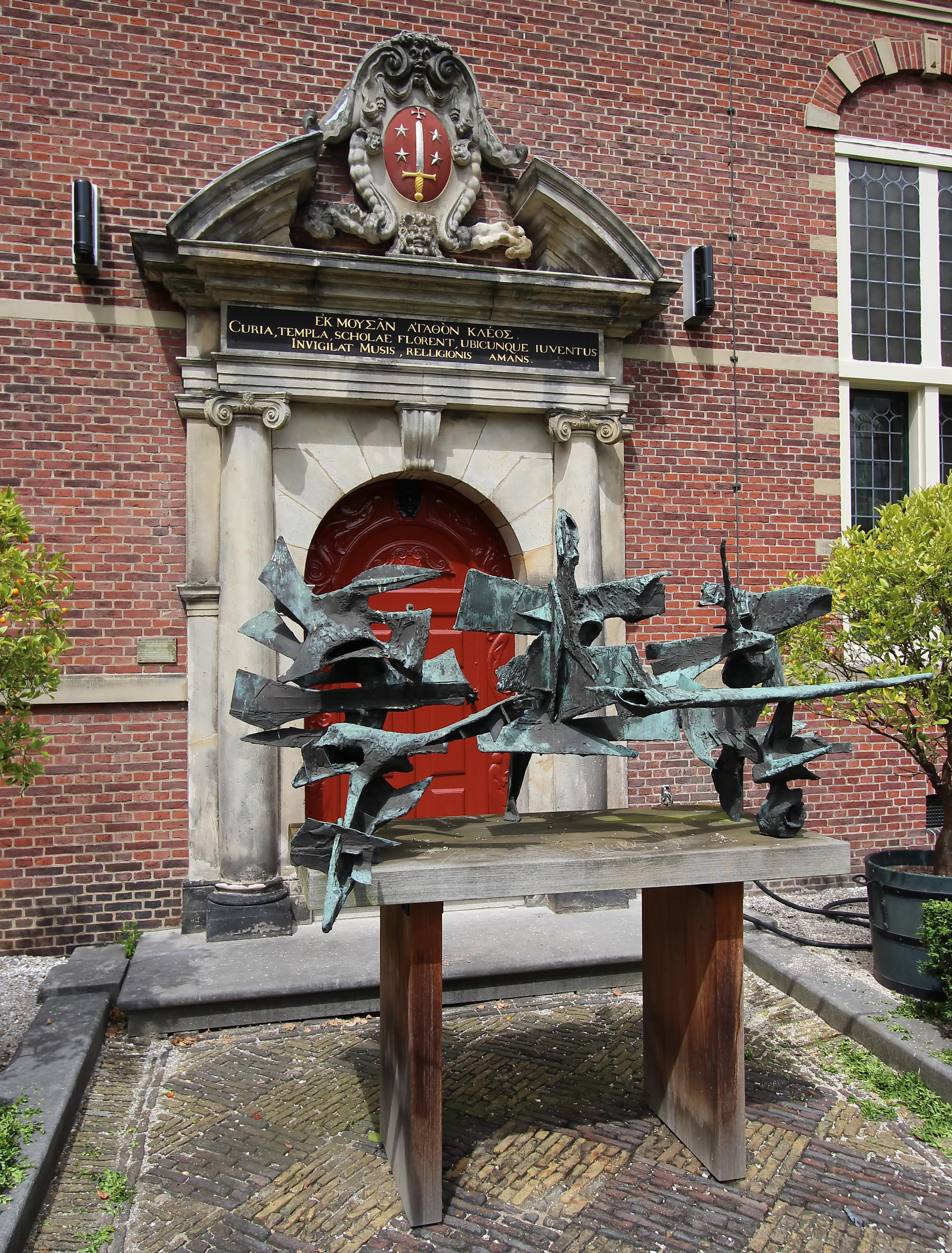
Voormalige toegangspoort, verplaatst naar het Frans Hals Museum. De vertaling van de Grieks/Latijnse tekst luidt: Staat, Kerk en School bloeien, waar de jeugd haar vlijt,/ Den Godsdienst minnende, aan de Muzen wijdt

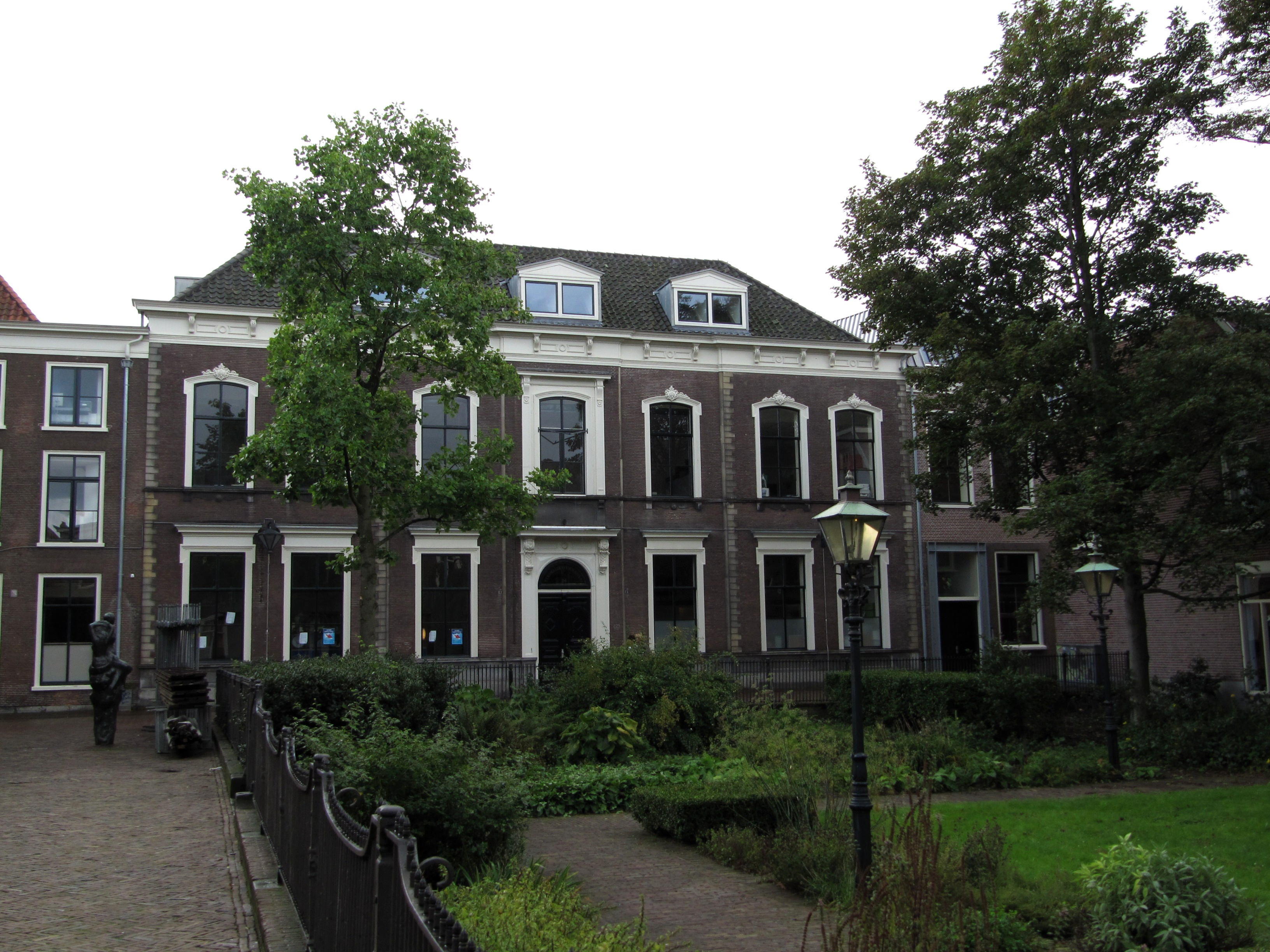
Dependance aan de Jacobijnestraat 24

Op Sint-Nicolaasdag 6 december 1389 schonk Hertog Aelbrecht van Beyeren, destijds de graaf van Holland, een Latijnse school aan het Haarlemse stadsbestuur. Deze school zou worden geleid door geestelijken. De school werd gevestigd tussen de Noorder Schoolsteeg en de Zuider Schoolsteeg, in een buurtje ten noorden van de Grote Kerk.
In 1592 werd de school verplaatst naar een gebouw aan de Jacobijnestraat, dat tot de Reformatie het Cellebroedersklooster huisvestte.
In 1864 voegde de gemeenteraad van Haarlem de school samen met een door de rijksoverheid gesubsidieerde nieuwe Hogere Burgerschool, waaraan een Latijnse school werd verbonden. De school vestigde zich in een nieuw gebouw van gemeente-architect Jacob Ernst van den Arend aan de Jacobijnestraat. De Latijnse school had 19 leerlingen. In 1875 werden de scholen gesplitst en ontstond weer een zelfstandig gymnasium.
In 1879 werd een nieuw schoolgebouw gerealiseerd aan het Prinsenhof 3. Op 1 september 1883 vestigde het gymnasium zich in het pand. In de jaren ’20 werd de school uitgebreid, er kwam een nieuwe natuurwetenschappelijke vleugel aan de westzijde van het bestaande gebouw. De HBS groeide ondertussen met een nieuw gebouw in 1907 aan de Zijlvest. Het gebouw in de Jacobijnestraat werd in 1918 uitgebreid met drie klaslokalen en een tweede HBS, nu Het Schoter, werd opgezet. De samenwerking tussen de HBS en het gymnasium werd in 1925 intensiever door het oprichten van een lyceumopleiding aan de HBS geleid door de rector van het gymnasium. In 1933 werd deze gymnasiale afdeling weer opgeheven. In 1991 werd de school uitgebreid met het HBS-gebouw aan de Jacobijnestraat als dependance.
Het Stedelijk Gymnasium Haarlem was de laatste school in Nederland waar nog op zaterdag (alleen 's ochtends) les werd gegeven; dit is met ingang van het schooljaar 2000-2001, na een reguliere tweejaarlijkse stemming van de leerlingen, afgeschaft. In 2004 werden de panden Jacobijnestraat 20 en 22 bij de dependance betrokken, ingericht met klaslokalen en een gymzaal.
Tussen 2005 en 2008 vond een grootschalige verbouwing plaats. Op 18 januari 2008 werd het gebouw weer in gebruik genomen. Voor het schooljaar 2008-2009 heeft de school vanwege te veel aanmeldingen voor het eerst leerlingen moeten uitloten. Er is de school een proces aangedaan van boze ouders omdat hun kinderen uitgeloot waren, de school heeft dit proces gewonnen. Om aan de toegenomen vraag te kunnen voldoen, zijn er plannen gemaakt voor een 'Tweede Stedelijk', een op termijn volledig onafhankelijk tweede gymnasium in Haarlem dat in het schooljaar 2010/2011 zou openen. Wegens geldgebrek is dit plan geannuleerd. Voor het schooljaar 2010/2011 werd weer geloot.

## Bekende rectoren
- 1563-1574: Hadrianus Junius[8]
- 1575-1610: Cornelius Schonaeus
- 1609-1620: Theodorus Schrevelius

## Bekende oud-leerlingen
- Thierry Baudet - historicus, publicist, jurist, lid en fractievoorzitter Tweede Kamer en de partijleider van Forum voor Democratie
- Helen van den Berg-Noë, kunsthistoricus
- Merijn de Boer - schrijver
- Edward Brongersma - Nederlands politicus, advocaat, rechtsgeleerde en criminoloog
- Luitzen Egbertus Jan Brouwer - wiskundige
- Job Cohen – voorheen burgemeester van Amsterdam en voormalig partijleider van de PvdA
- Jessica Durlacher - schrijfster
- Gerritjan Eggenkamp - Olympisch roeier en winnaar van The Boat Race
- Hamengkoeboewono IX - Negende Sultan van Yogyakarta
- Jan Kops- predikant, botanicus en hoogleraar landhuishoudkunde en de kruidkunde
- Jan Kruseman - Nederlands jurist, president van het Amsterdams Gerechtshof
- Geoffrey van Leeuwen - ambtenaar, diplomaat, ambassadeur en minister voor Buitenlandse Handel en Ontwikkelingssamenwerking
- Bart Meijer - tv-presentator (Het Klokhuis)[9]
- Ischa Meijer - schrijver, journalist, interviewer, columnist
- Minke Menalda - sieraadontwerperster en schrijver
- Rogier Proper -(film- en tv-scenario)schrijver en journalist
- Philippe Remarque - hoofdredacteur van de Volkskrant
- Guido van Rossum - informaticus
- Gregor Salto - DJ
- Amir Sjarifoeddin - Indonesische PNI-politicus, vrijheidsstrijder en tweede minister-president van de Republiek Indonesië
- Ed Spanjaard - dirigent
- Johan August van Thiel -  procureur-generaal van Amsterdam.
- Christianus Cornelius Uhlenbeck - Nederlands linguïst, antropoloog en schrijver
- Jeroen Vullings - schrijver en literatuurcriticus
- Sylvia Witteman - culinair journaliste en columniste voor de Volkskrant

## Schoolkrant
De schoolkrant Mirabile Lectu verschijnt vijf keer per jaar, voorafgaand aan iedere vakantie. De schoolkrant, die ten minste al vanaf 1924 bestaat, bevat artikelen over cijfers en evenementen, een puzzelrubriek en een rubriek Klassieke Citaten met opvallende uitspraken van docenten.

## HMUN
Op het Stedelijk wordt ieder jaar Haarlem Model United Nations georganiseerd. Dat is een conferentie georganiseerd door leerlingen van het Stedelijk Gymnasium voor leerlingen over de hele wereld. Tijdens het weekend debatteren zij in de vorm van de Verenigde Naties over actuele wereldproblemen. Ook gaan er elk jaar leerlingen naar andere MUN-conferenties, zowel in Nederland als in het buitenland.

## Externe link

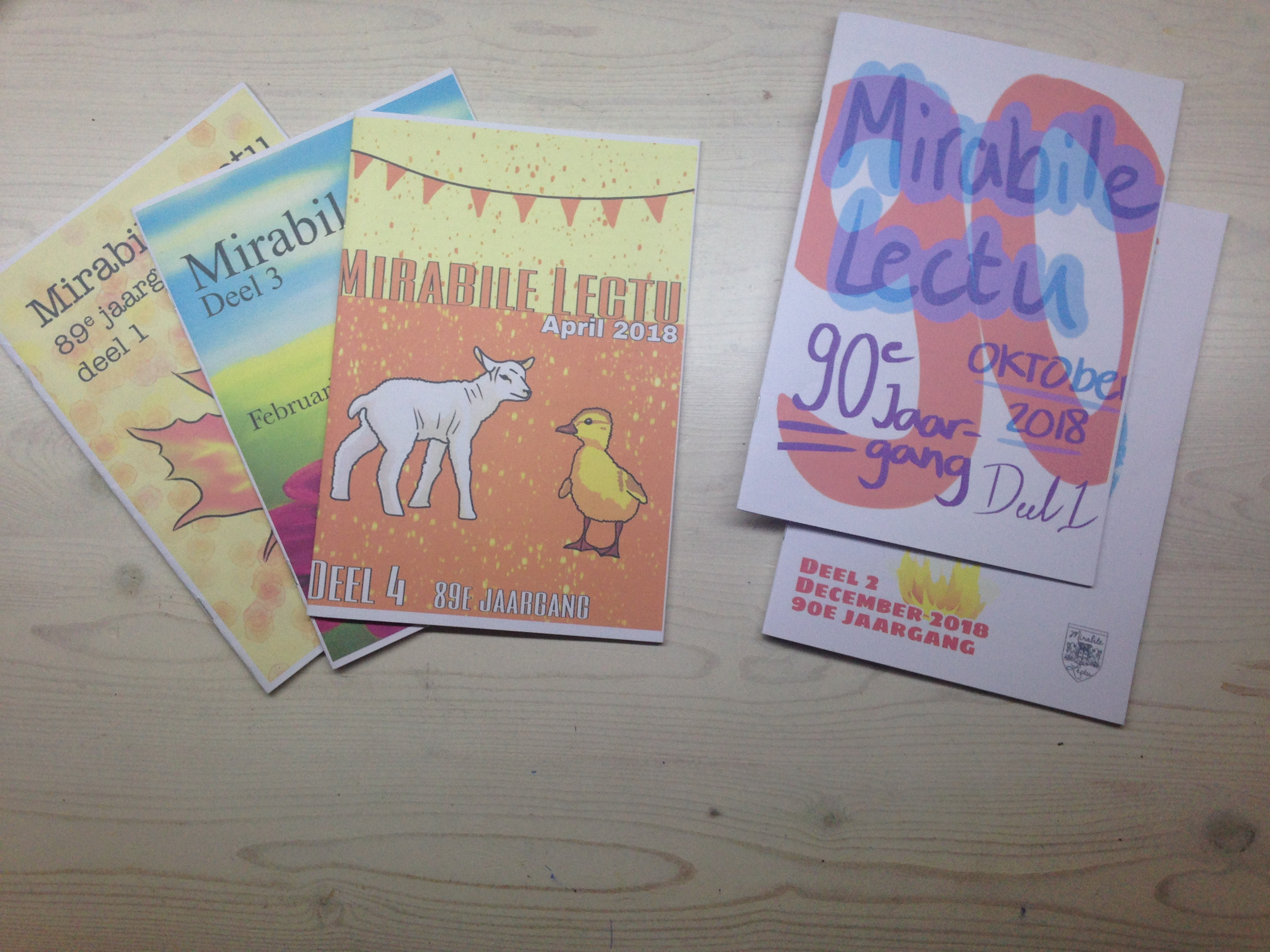
Een foto van de delen 1, 3 en 4 van schooljaar 2017-2018 (89e jaargang) en delen 1 en 2 van schooljaar 2018-2019 (90e jaargang) van de schoolkrant Mirabile Lectu.

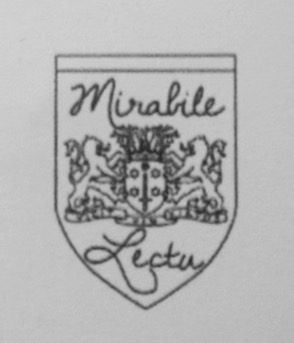
Het nieuwe logo vanaf december 2018 van Mirabile Lectu, bevattende het Wapen van Haarlem